# メトロポール・ニース・コート・ダジュール
メトロポール・ニース・コート・ダジュール （Métropole Nice Côte d'Azur）は、フランス、アルプ＝マリティーム県のメトロポールである。国内初のメトロポールとして、2011年12月31日、ニース・コート・ダジュール都市共同体と、アルプ＝マリティーム県の3つの自治体間連合が参加して誕生した。49のコミューンで構成され、人口は約54万人である。メトロポール議会の所在地はニースである。

## 歴史
ニース周辺にメトロポリスを創設する構想は、2010年12月16日に施行された地方公共団体改革のための2010年法（fr）により浮上した。メトロポール・ニース・コート・ダジュールは、ニース・コート・ダジュール都市共同体と、ラ・ティネ自治体間連合、メルカントゥール自治体間連合、ヴェジュビー＝メルカントゥール自治体間連合、そしてコミューンのラ・トゥールが参加して誕生した。

## 構成
メトロポールを構成するのは以下の49のコミューンである。コアラーズは創設当初の構成コミューンであったが、2013年1月1日にメトロポールから脱退している。
| INSEE | コミューン                         | 備考 |
| ----- | ---------------------------------- | ---- |
| 06088 | ニース                             |      |
| 06006 | アスプルモン                       |      |
| 06009 | ベロル                             |      |
| 06066 | ボーリュー＝シュル＝メール         |      |
| 06013 | ベルヴェデール                     |      |
| 06020 | ラ・ボレーヌ＝ヴェジュビー         |      |
| 06021 | ボンソン                           |      |
| 06025 | ル・ブロック                       |      |
| 06027 | カーニュ＝シュル＝メール           |      |
| 06032 | カップ＝ダイユ                     |      |
| 06033 | カロス                             |      |
| 06034 | カスタニエ                         |      |
| 06042 | クラン                             |      |
| 06046 | コロマール                         |      |
| 06055 | デュラニュ                         |      |
| 06059 | エズ                               |      |
| 06060 | ファリコン                         |      |
| 06065 | ラ・ゴード                         |      |
| 06064 | ガティエール                       |      |
| 06066 | ジレット                           |      |
| 06072 | イロンス                           |      |
| 06073 | イゾラ (フランス)                  |      |
| 06074 | ラントスク                         |      |
| 06075 | ルヴァン                           |      |
| 06080 | マリー                             |      |
| 06102 | ランプラ                           |      |
| 06103 | ロクビリエール                     |      |
| 06109 | ラ・ロケット＝シュル＝ヴァール     |      |
| 06110 | ルビオン                           |      |
| 06111 | ルール                             |      |
| 06114 | サンタンドレ＝ド＝ラ＝ロシュ       |      |
| 06117 | サン＝ブレーズ                     |      |
| 06119 | サン＝ダルマス＝ル＝セルヴァージュ |      |
| 06120 | サンテティエンヌ＝ド＝ティネ       |      |
| 06121 | サン＝ジャン＝カップ＝フェラ       |      |
| 06122 | サン＝ジャネ                       |      |
| 06123 | サン＝ローラン＝デュ＝ヴァール     |      |
| 06126 | サン＝マルタン＝デュ＝ヴァール     |      |
| 06127 | サン＝マルタン＝ヴェジュビー       |      |
| 06129 | サン＝ソヴール＝シュル＝ティネ     |      |
| 06144 | ラ・トゥール                       |      |
| 06146 | トゥルネフォール                   |      |
| 06147 | トゥーレット＝ルヴァン             |      |
| 06149 | ラ・トリニテ                       |      |
| 06151 | ユテル                             |      |
| 06153 | ヴァルデブロール                   |      |
| 06156 | ヴナンソン                         |      |
| 06157 | ヴァンス (アルプ＝マリティーム県)  |      |
| 06159 | ヴィルフランシュ＝シュル＝メール   |      |

## 人口
| 2011年 | 2012年 | 2013年 | 2014年 |
| ------ | ------ | ------ | ------ |
| 538613 | 537769 | 536327 | 538555 |

## 組織
メトロポール議会はメトロポールの立法機関である。メトロポール議会は、コミューン議会によって選出された、127人のメトロポール議員から構成される。各コミューンに割り当てられた議席数は、コミューン人口を反映している。大都市であるニースは64議席と、メトロポール議会の半分の議席を占めるのに対し、カーニュ＝シュル＝メールが10議席、サン＝ローラン＝デュ＝ヴァール6議席、ヴァンス4議席、カロスとラ・トリニテは2議席である。そのほかのコミューンは1議席となっている。メトロポール議会はニースの地中海大学センターでほぼ2か月開催される。
メトロポール議会議長は、議員の秘密投票で選出される。現職のエストロジは128票中111票を獲得し、2012年1月9日に選出された。
| 在任期間     | 在任期間 | 氏名                       | 所属                    | 備考                                                                 |
| 就任         | 退任     | 氏名                       | 所属                    | 備考                                                                 |
| ------------ | -------- | -------------------------- | ----------------------- | -------------------------------------------------------------------- |
| 2012年1月9日 | 現職     | クリスティアン・エストロジ | 共和党 (フランス 2015-) | プロヴァンス＝アルプ＝コート・ダジュール地域圏議会議長、ニース副市長 |

## 事業計画
メトロポールは現在、かつて都市自治体間連合ニース・コート・ダジュールが実施したいくつかの主要事業計画の責任を負っている。
- ニース・トラム1号線のラ・トリニテ方面への延長[11]
- ニース港からコート・ダジュール空港間のトラム2号線の建設[11]
- ヴァール川平原へのトラム3号線の建設[11]
- スラム街の一掃
- ニースのパストゥール地区、ラリアーヌ地区、レ・ムーラン地区、ノートルダム地区の刷新
- ヴァール川平原での大スタジアム建設（現在のアリアンツ・リヴィエラ）
- ニース-パリ間のTGV路線建設